# Sofja Michailowna Warsar
Sofja Michailowna Warsar, geboren Dombrowskaja, (russisch Софья Михайловна Варзар, урожд. Домбровская; * 1878 in Moskau; † 1957) war eine russische bzw. sowjetische Astronomin.

## Leben
Warsar, Nichte des Revolutionärs Jarosław Dąbrowski, studierte in den St. Petersburger Höheren Bestuschew-Kursen für Frauen mit Abschluss 1899. Zu ihren Lehrern gehörten Oskar Backlund und Alexander Schdanow. Von 1898 bis 1901 war sie dort Astronomie-Praktikantin. Sie heiratete den Juristen Wassili Wassiljewitsch Warsar und bekam die Töchter Nina, die 1932 den Komponisten Dmitri Schostakowitsch heiratete, Irina (1904–1995), die den Karikaturisten Gerassim Efros heiratete, und Ljudmila.
Nach der Oktoberrevolution arbeitete Warsar im Astronomischen Institut in Petrograd/Leningrad (gegründet 1919 als Recheninstitut der Allrussischen Astronomischen Union) als wissenschaftliche Senior-Mitarbeiterin. Sie war 1930 Assistentin an der Universität Leningrad und verteidigte 1935 mit Erfolg ihre Kandidat-Dissertation.
Während des Großen Terrors wurde Warsar im Zusammenhang mit der Pulkowo-Affäre zusammen mit Nina Bojewa, Alexander Markow und anderen Mitarbeitern des Astronomischen Instituts am 14. April 1937 verhaftet und wegen Beteiligung an einer faschistischen terroristischen Organisation im Astronomischen Institut zu 6 Jahren Freiheitsentzug und anschließendem dreijährigen Verlust der Bürgerrechte verurteilt. Mit Beschluss der Leningrader NKWD-Verwaltung vom 26. Februar 1940 wurde das Verfahren gegen Warsar eingestellt.
Nach der Freilassung arbeitete Warsar wieder im Astronomischen Institut. Nach dem Deutschen Angriffskrieg gegen die Sowjetunion leitete sie die Abteilung für Kleinplaneten des Astronomischen Instituts, das nun das Institut für Theoretischen Astronomie der Akademie der Wissenschaften der UdSSR war. Forschungsschwerpunkte Warsars waren Bahnstörungen von Kleinplaneten vom Typ des Asteroiden (93) Minerva und verborgene Periodizitäten. Sie wendete eine Lagrange-Methode an und entwickelte eine grafische Methode zur Bestimmung der Oppositionszeitpunkte von Kleinplaneten.
In der Datsche der Warsars, die sie sich 1949 in Komarowo gebaut hatten, verbrachte Schostakowitsch 1952–1954 die Sommermonate und komponierte dort die 10. Sinfonie.
Warsar starb 1957. Mit Beschluss der Staatsanwaltschaft des Leningrader Militärkreises vom 8. Juni 1957 wurde das Verfahren gegen Warsar wegen Fehlens einer Straftat eingestellt.